# Peter Kleinmann
Peter Kleinmann (* 17. September 1947 in Wien) ist ein österreichischer Volleyball-Manager und früherer Spieler.

## Leben
Kleinmann wurde am 17. September 1947 in Wien geboren. Neben seiner Lehre als Kürschner trat er 1962 mit 15 Jahren dem Volleyballklub ÖMV Blau Gelb bei und eine erfolgreiche Karriere als Spieler, Trainer und Manager an. Als Spieler heuerte er bei ÖMV Blau Gelb Wien, Pradl Innsbruck, TSV Lindau, Club A. Tyrolia an und feierte bei Blau Gelb Wien und in Innsbruck den Meistertitel. Er spielte 88 Mal für das österreichische Nationalteam.
Er legte seine Trainerprüfung 1983 ab und setzte seine Erfolgsserie als Trainer fort und holte mit Club A. Tyrolia, Sokol V, WAT Kagran und Donaukraft insgesamt 9 Österreichische Meistertitel und 8 Österreichische Cupsiege und trug wesentlich dazu bei, dass der Verein hotVolleys Wien, der mehrmals seinen Namen wechselte, unter anderem Club A. Tyrolia Wien, Donaukraft, Bayernwerk, Vienna hotVolleys und Aon hotvolleys, 18 Meistertiteln, 15 Cupsiegen, 3 Titeln in der Mitteleuropa-Liga und einer Final-Tour-Teilnahme in der Champions League aufweist.
Er war von 2001 bis 2017 Präsident des Österreichischen Volleyballverbandes und Mitglied des Vorstandes des Österreichischen Olympischen Comités. Im September 2017 übernahm Gernot Leitner das Präsidentenamt im ÖVV von Peter Kleinmann.

## Auszeichnungen
- 2011: Silbernes Ehrenzeichen für Verdienste um die Republik Österreich
- 2017: Großes Ehrenzeichen des Landes Burgenland
- 2017: Sportstar der Stadt Wien für das Lebenswerk im Sport
- 2018: Silbernes Ehrenzeichen für Verdienste um das Land Wien
- 2019: Goldenes Ehrenzeichen für Verdienste um die Republik Österreich[7][8]
- 2021: Victor 2021: Sport Manager Ehrenpreis[9]
- Spieler des Jahres in Österreich
- Trainer des Jahres in Österreich
- Botschafter des Sportes für Österreich verliehen von der BSO
- Special Award für die beste PR und Marketingarbeit in Europa verliehen von der CEV
- Special Award als Organisator des Jahres verliehen von der CEV